# NGC 707/1
NGC 707/1 је елиптична галаксија у сазвежђу Кит која се налази на NGC листи објеката дубоког неба.
Деклинација објекта је - 8° 30' 22" а ректасцензија 1h 51m 27,0s. Привидна величина (магнитуда) објекта NGC 707 износи 13,6 а фотографска магнитуда 14,6. NGC 7071 је још познат и под ознакама MCG -2-5-63, PGC 6861.